# Jesse Williams (acteur)
Pour les articles homonymes, voir Jesse Williams et Williams.
Jesse Williams, né le 5 août 1981 à Chicago, dans l'Illinois, aux (États-Unis), est un acteur, producteur, réalisateur et mannequin américain.
Il est révélé au grand public, grâce à son interprétation du Dr.Jackson Avery, dans la série télévisée Grey's Anatomy depuis 2009.
Au cinéma, il débute en jouant dans la comédie Quatre Filles et un jean 2 (2008) et poursuit avec, entre autres, le film policier présenté au Festival du film de Sundance 2009, L'Élite de Brooklyn et il se fait également remarquer dans le film d'horreur La Cabane dans les bois (2012) et le drame acclamé Le Majordome (2013).

## Biographie

### Enfance et formation
Jesse Wesley Williams naît le 5 août 1981 à Chicago, dans l'Illinois, aux (États-Unis), d'une mère suédoise et d'un père afro-américain. Il a deux jeunes frères. Diplômé de l'université Temple, en études afro-américaines et en arts du cinéma et des médias,, il a été enseignant dans le système d'écoles publiques de Philadelphie pendant 6 ans.

### Débuts de carrière
En 2005, Williams a commencé à étudier l'art dramatique et a été choisi pour participer à l'émission de télévision the New York Actors Showcase présenté par ABC Television, il devient ainsi l'un des 14 acteurs choisis parmi plus de 800 personnes qui ont auditionné, sa carrière est alors lancée.
Après un passage dans la série New York, police judiciaire en 2006, ainsi qu'une intervention dans un clip vidéo du groupe +44, l'acteur fait ses débuts au cinéma, en 2008, pour le film 4 filles et un jean 2. Il joue le rôle de Leo, le deuxième amour de Léna, interprétée par Alexis Bledel, avant d'apparaître, l'année suivante, dans deux épisodes de la série télévisée Greek, diffusée sur ABC Family aux États-Unis et sur Virgin 17 en France.
L'année 2009 est particulièrement remplie pour l'acteur. Il fait une apparition dans le clip Russian Roulette de Rihanna, jouant le rôle de son partenaire de « jeu », il joue dans un arc narratif de huit épisodes de la série télévisée Makaha Surf avant de décrocher l'un des rôles principaux d'une nouvelle série comique développée par le réseau HBO, Washingtonienne, aux côtés de Rachael Taylor et Michael Kelly. Mais ce projet qui devait suivre le quotidien professionnel et personnel de trois jeunes femmes intelligentes et sophistiquées, est finalement abandonné par la chaîne.
Au cinéma, il joue un second rôle dans le film policier L'Élite de Brooklyn, remarqué lors du Festival du film de Sundance 2009, avec Richard Gere, Don Cheadle et Ethan Hawke.

### Révélation télévisuelle

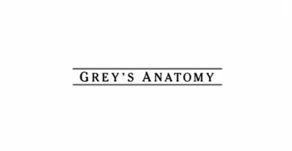
Logo de la série télévisée Grey's Anatomy.

Jesse Williams a finalement plus de chances, en fin d'année, lorsqu'il accepte le rôle du docteur Jackson Avery, résidant puis titulaire en chirurgie plastique dans le drama médical populaire Grey's Anatomy. La série rencontre un succès fulgurant, critique et public, il permet de révéler l'acteur qui accède à une notoriété publique importante. En plus des récompenses communes, son interprétation est également récompensée. Il incarne ce même rôle dans un mini spin-off de six épisodes intitulé Seattle Grace: Message of Hope, centré sur le personnage du Dr. Richard Weber.
En 2010, il joue dans le clip Fall in love d'Estelle. L'organisation Young Hollywood Awards lui décerne le titre de meilleur acteur dans une série télévisée de l'année en 2011, pour son interprétation dans Grey's Anatomy. Il atteint la sixième place des 100 hommes les plus sexy de la télévision, selon le site buddyTV.
En 2012, il est à l'affiche du film d'horreur La Cabane dans les bois. Le film rencontre un succès modéré au box office, mais réussit tout de même à se faire une place face à un blockbuster comme Hunger Games.
En 2013, Williams a écrit un article pour CNN, qui a offert une analyse du film primé, Django Unchained. Plus tard dans l'année, Jesse narre le livre audio The Chronicles Bane: What Really Happened in Peru de Cassandra Clare et Sarah Rees Brennan. Il rejoint également la prestigieuse distribution réunie pour le drame historique acclamé par la critique, Le Majordome, avec entre autres, Forest Whitaker, Oprah Winfrey, Robin Williams et Alan Rickman. Pour cette occasion, Williams incarne à l'écran, le militant James Lawson. Il est aussi à l'affiche des plus confidentiels Snake & Mongoose avec Noah Wyle et Ashley Hinshaw et le western They Die by Dawn, avec Rosario Dawson et Kelly Hu.

### Diversification
En 2015, l'acteur reçoit sa première citation pour le People's Choice Awards de l'acteur préféré dans une série télévisée dramatique. Il sera de nouveau nommé, en 2016, l'année où la cérémonie des BET Awards lui offre une récompense honorifique pour son engagement pour la lutte contre les discriminations faites aux Afro-Américains, notamment à travers le documentaire qu'il produit, Stay Woke: The Black Lives Matter Movement de Laurens Grant. Son discours a d'ailleurs crée un certain buzz sur internet et a suscité de vives réactions.
2016 est également l'année où l'acteur revient sur grand écran, en étant à l'affiche du thriller Money, aux côtés de Kellan Lutz (révélé dans la saga cinématographique Twilight) et Jess Weixler. Le film est salué par la critique et la profession le récompense à plusieurs reprises. Il poursuit son engagement et produit deux épisodes de la mini série sous forme de documentaire, America Divided.
En 2017, l'acteur joue dans la comédie indépendante Band Aid, nommée au Festival du film de Sundance 2017 dans la catégorie Meilleur film dramatique. Il est également nommé lors des NAACP Image Awards dans la catégorie Meilleur acteur dans une série télévisée dramatique, en tant que membre de la distribution principale de Grey's Anatomy, qui en est cette année-là, à sa quatorzième saison.
L'année suivante, comme d'autres acteurs emblématiques de la série, Williams profite de la pérennité du show pour passer derrière la caméra et il réalise l'épisode 22 de la saison 14 de Grey's Anatomy. Dans le même temps, il réalise son premier long métrage, adapté d'une histoire vraie. Ce drame raconte l'histoire de Mamie Mobley Till, la mère d’Emmett, un adolescent noir âgé de 14 ans, torturé et tué en 1955 au Mississippi en raison de sa couleur de peau. Le jeune garçon fut ainsi assassiné après avoir été accusé de flirter avec une femme blanche. Whoopi Goldberg en est l'une des productrices.
En mai 2018, il incarne le rôle de Markus, dans le jeu vidéo Detroit: Become Human, où il est l'un des personnages principaux du jeu et y incarne le chef de la rébellion des androïdes.
En 2019, lors de la 50e cérémonie des NAACP Image Awards, l'acteur remporte le prix du meilleur acteur dans un second rôle dans une série télévisée dramatique.

### Théâtre
Williams est apparu dans les productions théâtrales The American Dream et The Sandbox au Cherry Lane Theatre à Greenwich Village à New York. Les deux pièces ont été écrites et dirigées par le dramaturge Edward Albee. Il a également été directeur invité pour des productions d'étudiants destinés à des spectacles Off-Broadway. Son travail de théâtre comprend également The Glass Menagerie de Tennessee Williams à Broadway.

## Vie privée
De septembre 2012 à avril 2017, il a été marié à l'agent immobilière Aryn Drake-Lee, qu'il a rencontrée en 2007,. Ensemble, ils ont eu une fille prénommée Sadie, née en décembre 2013 et un garçon, prénommé Maceo, né en août 2015. En 2017, le couple entame une procédure de divorce et s'engage dans une bataille juridique autour de la garde de leurs enfants.
De juillet 2017 à janvier 2018, il est en couple avec l'actrice américaine Minka Kelly, rencontrée sur le tournage du jeu vidéo Detroit: Become Human.
En mai 2018, il est en couple avec la présentatrice américaine Taylor Rooks. Il est également proche de Sarah Drew (sa compagne dans Grey’s Anatomy). Le 5 mai 2019, il a officialisé sa relation avec l'actrice, danseuse et mannequin américaine Taylour Paige.

### Activisme et philanthropie
Williams est le plus jeune membre du conseil d'administration de The Advancement Project, un groupe de réflexion et de défense des droits civiques. Il est également producteur exécutif de Question Bridge: Black Males, un projet médiatique à multiples facettes (exposition d'art, site web pour étudiants et enseignants), axé sur l'identité masculine noire et la diversité de la population. Il a écrit des articles pour CNN et The Huffington Post.
À la suite de son discours controversé aux BET Awards 2016, des pétitions ont circulé sur internet témoignant des avis partagés : une pour qu'il soit retiré du casting de Grey's Anatomy et une pour qu'il y reste.

## Filmographie

### Cinéma

#### Longs métrages
- 2008 : 4 filles et un jean 2 (The Sisterhood of the Traveling Pants 2) de Sanaa Hamri : Leo
- 2009 : L'Élite de Brooklyn (Brooklyn's Finest) d'Antoine Fuqua : Eddie Quinlan
- 2012 : La Cabane dans les bois (The Cabin in the Woods) de Drew Goddard : Holden
- 2013 : Le Majordome (The Butler) de Lee Daniels : Révérend James Lawson
- 2013 : Snake and Mongoose (en)  de Wayne Holloway : Don "The Snake" Prudhomme
- 2013 : They Die by Dawn de Jeymes Samuel : John Taylor
- 2016 : Money de Martin Rosete : Sean
- 2017 : Anna et Ben (Band Aid) de Zoe Lister-Jones : Skyler
- 2019 : Jacob's Ladder de David M. Rosenthal : Isaac Singer
- 2019 : Random Acts of Violence de Jay Baruchel : Todd
- 2019 : Selah et les Spades (Selah and the Spades) de Tayarisha Poe : Directeur Banton
- 2022 : Base secrète (Secret Headquarters) d'Henry Joost et Ariel Schulman : Sean Irons
- 2023 : Toi chez moi et vice-versa (Your Place or Mine) d'Aline Brosh McKenna : Theo Martin
- 2024 : The Great Lillian Hall de Michael Cristofer : David Flemming

#### Courts métrages
- 2010 : Dirty Dancing 3: Capoeira Nights de Jake Szymanski : Johnny
- 2011 : J.A.W. de Nate Parker : Enin
- 2012 : Rich Girl Problems de Emily Halpern : Peter
- 2017 : Jay-Z: Legacy de Jeymes Samuel : Troy [31]
- 2017 : Versus de Gerard Bush et Christopher Renz

### Télévision

#### Séries télévisées
- 2006 : New York, police judiciaire (Law & Order) : Kwame
- 2008 : Greek : Drew Collins
- 2009 : Makaha Surf (Beyond the Break) : Eric Medina
- 2009 - 2022 : Grey's Anatomy : Dr Jackson Avery
- 2015 : The Spoils Before Dying : Parker
- 2019 : Power : Kadeem
- 2020 : Little Fires Everywhere : Joe Ryan
- 2020 : Grey's Anatomy : Station 19 (Station 19) : Dr Jackson Avery
- 2021 : A Black Lady Sketch Show : Isaac [32]
- 2022 : Inside Amy Schumer : Josh
- 2023 : Only Murders in the Building : Tobert

#### Clips
- 2006 : When Your Heart Stops Beating de +44
- 2009 : Russian Roulette de Rihanna
- 2010 : Fall in Love d'Estelle
- 2017 : Tell Me You Love Me de Demi Lovato

#### Jeux vidéo
- 2018 : Detroit: Become Human : Markus (voix et capture de mouvement)[33]
- 2020 : NBA 2K21 (voix et capture faciale)

### Producteur exécutif
- 2011 : J.A.W. de Nate Parker (court métrage, coproducteur)
- 2013 : Snake & Mongoose de Wayne Holloway (documentaire)
- 2016 : Stay Woke: The Black Lives Matter Movement de Laurens Grant (documentaire)
- 2016 : America Divided (mini-série documentaire, 2 épisodes)
- 2018 : The Burial of Kojo de Sam Blitz Bazawule
- 2018 : Survivors Guide to Prison de Matthew Cooke (documentaire)
- 2019 : Random Acts of Violence de Jay Baruchel
- 2020 : With Drawn Arms de Glenn Kaino et Afshin Shahidi (documentaire)
- 2020 : Two Distant Strangers de Travon Free (en) et Martin Desmond Roe (en) (court métrage, producteur)

### Réalisateur
- 2018 - 2022 : Grey's Anatomy (4 épisodes)
- 2021 : Rebel (1 épisode)

## Distinctions
Sauf indication contraire ou complémentaire, les informations mentionnées dans cette section proviennent de la base de données IMDb.

### Récompenses
- Young Hollywood Awards 2011 : Meilleur acteur dans une série télévisée de l'année pour Grey's Anatomy
- BET Awards 2016 : Humanitarian Award (récompense pour ses divers engagements humanitaires)
- 50e cérémonie des NAACP Image Awards 2019 : meilleur acteur dans un second rôle dans une série télévisée dramatique pour Grey's Anatomy

### Nominations
- People's Choice Awards 2015 : Acteur préféré dans une série télévisée dramatique pour Grey's Anatomy
- Orlando Film Festival 2016 : Meilleur long métrage pour Money, nomination partagée avec Kellan Lutz, Jamie Bamber, Lucia Guerrero et Jess Weixler
- People's Choice Awards 2017 : Acteur préféré dans une série télévisée dramatique pour Grey's Anatomy
- 48e cérémonie des NAACP Image Awards 2017 : Meilleur acteur dans un second rôle dans une série télévisée dramatique pour Grey's Anatomy
- Teen Choice Awards 2017 : Meilleur acteur dans une série dramatique pour Grey's Anatomy
- Teen Choice Awards 2018 : Meilleur acteur dans une série dramatique pour Grey's Anatomy

## Voix françaises
| - Rémi Caillebot dans : - Grey's Anatomy (série télévisée, 2e voix) - Detroit: Become Human (jeu vidéo - voix) - Little Fires Everywhere (mini-série) - Grey's Anatomy : Station 19 (série télévisée) - Only Murders in the Building (série télévisée) - Geoffrey Vigier dans : - Grey's Anatomy (série télévisée, 1re voix) - Makaha Surf (série télévisée) - La Cabane dans les bois | - Stéphane Pouplard dans : - L'Élite de Brooklyn - Selah et les Spades (en) - Base secrète Et aussi - Anatole de Bodinat dans Le Majordome - Philippe Allard dans Greek (série télévisée) - Mike Fédée dans Toi chez moi et vice-versa - Simon Koukissa dans The Great Lillian Hall (en) |